# Quatro Dias de Dunquerque de 2023
A 67.ª edição dos Quatro Dias de Dunquerque (chamada oficialmente: 4 Jours de Dunkerque) foi uma corrida de ciclismo em estrada por etapas que se celebrou entre 16 e 21 de maio de 2023 na França, pela região de Altos da França com início e final na cidade de Dunkerque sobre um percurso de 926,5 quilómetros.
A corrida fez parte do do UCI ProSeries de 2023, calendário ciclístico mundial de segunda divisão, dentro da categoria UCI 2.pro. O vencedor final foi o francês Romain Grégoire do Groupama-FDJ seguido do dinamarquês Kasper Asgreen do Soudal Quick-Step em segunda posição, e o neerlandês Cees Bol do Astana Qazaqstan.

## Equipas participantes
Tomaram parte na corrida 18 equipas: 6 de categoria UCI WorldTeam convidados pela organização, 8 de categoria UCI ProTeam e 4 de categoria Continental. Formaram assim um pelotão de 140 ciclistas dos que acabaram 104. As equipas participantes foram:
| Equipes WorldTeam (8)- AG2R Citroën Team - Astana Qazaqstan Team - Cofidis - Groupama-FDJ - Intermarché-Circus-Wanty - Jumbo-Visma - Soudal Quick-Step - Arkéa-Samsic Equipes ProTeam (8)- Bingoal WB - Bolton Equities Black Spoke Pro Cycling - Equipo Kern Pharma - Human Powered Health - Lotto Dstny - Team Flanders-Baloise - TotalEnergies - Uno-X Pro Cycling Team Equipes Continentais (4)- CIC U Nantes Atlantique - Van Rysel-Roubaix Lille Métropole - Nice Métropole Côte d'Azur - Saint Michel-Mavic-Auber 93 |
| |

## Percorrido
Os Quatro Dias de Dunquerque dispôs de cinco etapas para um percurso total de 926,5 quilómetros, dividido em três etapas planas, e três etapas em media montanha.
| Etapa | Data    | Percurso                      | type                      | Distância (km) | Vencedor           | Líder geral     |
| ----- | ------- | ----------------------------- | ------------------------- | -------------- | ------------------ | --------------- |
| 1     | 16 mai. | Dunquerque – Abbeville        | etapa plana               | 196,6          | Olav Kooij         | Olav Kooij      |
| 2     | 17 mai. | Compiègne – Laon              | etapa plana               | 169,9          | Romain Grégoire    | Samuel Leroux   |
| 3     | 18 mai. | Saint-Quentin – Saint-Quentin | contrarrelógio individual | 15,9           | Benjamin Thomas    | Benjamin Thomas |
| 4     | 19 mai. | Maubeuge – Achicourt          | etapa plana               | 173,8          | Olav Kooij         | Kasper Asgreen  |
| 5     | 20 mai. | Roubaix – Cassel              | etapa plana               | 187,7          | Per Strand Hagenes | Romain Grégoire |
| 6     | 21 mai. | Avion – Dunquerque            | etapa plana               | 182,6          | Tim Merlier        | Romain Grégoire |

## Desenvolvimento da corrida

### 1.ª etapa
| Dunquerque - Abbeville | etapa plana | (196,6 km) |

| \| Classificação por etapas \| Classificação por etapas \| Classificação por etapas \| Classificação por etapas \| Classificação por etapas \| \| Ciclista \| Ciclista \| Equipe \| Tempo \| \| \| ------------------------ \| ------------------------ \| ------------------------ \| ------------------------ \| ------------------------ \| \| 1. \| Olav Kooij \| Jumbo-Visma \| 4h31m18s \| \| \| 2. \| Max Walscheid \| Cofidis \| + 0s \| \| \| 3. \| Paul Penhoët \| Groupama-FDJ \| + 0s \| \| \| 4. \| Tim Merlier \| Soudal Quick-Step \| + 0s \| \| \| 5. \| Daniel McLay \| Arkéa-Samsic \| + 0s \| \| \| 6. \| Matteo Malucelli \| Bingoal WB \| + 0s \| \| \| 7. \| Gerben Thijssen \| Intermarché-Circus-Wanty \| + 0s \| \| \| 8. \| Erlend Blikra \| Uno-X Pro Cycling Team \| + 0s \| \| \| 9. \| Stanislaw Aniolkowski \| Human Powered Health \| + 0s \| \| \| 10. \| Peter Sagan \| TotalEnergies \| + 0s \| \| |                       |                          |          |
| |                       |                          |          |
| Fonte: ProCyclingStats |                       |                          |          |
| Classificação por etapas |                       |                          |          |
| Ciclista | Ciclista              | Equipe                   | Tempo    |
| 1. | Olav Kooij            | Jumbo-Visma              | 4h31m18s |
| 2. | Max Walscheid         | Cofidis                  | + 0s     |
| 3. | Paul Penhoët          | Groupama-FDJ             | + 0s     |
| 4. | Tim Merlier           | Soudal Quick-Step        | + 0s     |
| 5. | Daniel McLay          | Arkéa-Samsic             | + 0s     |
| 6. | Matteo Malucelli      | Bingoal WB               | + 0s     |
| 7. | Gerben Thijssen       | Intermarché-Circus-Wanty | + 0s     |
| 8. | Erlend Blikra         | Uno-X Pro Cycling Team   | + 0s     |
| 9. | Stanislaw Aniolkowski | Human Powered Health     | + 0s     |
| 10. | Peter Sagan           | TotalEnergies            | + 0s     |

| \| Classificação geral \| Classificação geral \| Classificação geral \| Classificação geral \| Classificação geral \| \| Ciclista \| Ciclista \| Equipe \| Tempo \| \| \| ------------------- \| ------------------- \| --------------------------------------- \| ------------------- \| ------------------- \| \| 1. \| Olav Kooij \| Jumbo-Visma \| 4h31m08s \| \| \| 2. \| Max Walscheid \| Cofidis \| + 4s \| \| \| 3. \| Paul Penhoët \| Groupama-FDJ \| + 6s \| \| \| 4. \| Alex Colman \| Team Flanders-Baloise \| + 7s \| \| \| 5. \| Samuel Leroux \| Van Rysel-Roubaix Lille Métropole \| + 7s \| \| \| 6. \| Mathis Le Berre \| Arkéa-Samsic \| + 7s \| \| \| 7. \| Anthony Turgis \| TotalEnergies \| + 7s \| \| \| 8. \| Peter Sagan \| TotalEnergies \| + 8s \| \| \| 9. \| Mark Stewart \| Bolton Equities Black Spoke Pro Cycling \| + 8s \| \| \| 10. \| Jannik Steimle \| Soudal Quick-Step \| + 9s \| \| |                 |                                         |          |
| |                 |                                         |          |
| Fonte: ProCyclingStats |                 |                                         |          |
| Classificação geral |                 |                                         |          |
| Ciclista | Ciclista        | Equipe                                  | Tempo    |
| 1. | Olav Kooij      | Jumbo-Visma                             | 4h31m08s |
| 2. | Max Walscheid   | Cofidis                                 | + 4s     |
| 3. | Paul Penhoët    | Groupama-FDJ                            | + 6s     |
| 4. | Alex Colman     | Team Flanders-Baloise                   | + 7s     |
| 5. | Samuel Leroux   | Van Rysel-Roubaix Lille Métropole       | + 7s     |
| 6. | Mathis Le Berre | Arkéa-Samsic                            | + 7s     |
| 7. | Anthony Turgis  | TotalEnergies                           | + 7s     |
| 8. | Peter Sagan     | TotalEnergies                           | + 8s     |
| 9. | Mark Stewart    | Bolton Equities Black Spoke Pro Cycling | + 8s     |
| 10. | Jannik Steimle  | Soudal Quick-Step                       | + 9s     |

### 2.ª etapa
| Compiègne - Laon | etapa plana | (169,9 km) |

| \| Classificação por etapas \| Classificação por etapas \| Classificação por etapas \| Classificação por etapas \| Classificação por etapas \| \| Ciclista \| Ciclista \| Equipe \| Tempo \| \| \| ------------------------ \| ------------------------ \| ------------------------ \| ------------------------ \| ------------------------ \| \| 1. \| Romain Grégoire \| Groupama-FDJ \| 3h59m05s \| \| \| 2. \| Ethan Vernon \| Soudal Quick-Step \| + 0s \| \| \| 3. \| Benoît Cosnefroy \| AG2R Citroën Team \| + 0s \| \| \| 4. \| Peter Sagan \| TotalEnergies \| + 0s \| \| \| 5. \| Victor Lafay \| Cofidis \| + 0s \| \| \| 6. \| Benjamin Thomas \| Cofidis \| + 0s \| \| \| 7. \| Anthon Charmig \| Uno-X Pro Cycling Team \| + 0s \| \| \| 8. \| Paul Penhoët \| Groupama-FDJ \| + 0s \| \| \| 9. \| Greg Van Avermaet \| AG2R Citroën Team \| + 0s \| \| \| 10. \| Olav Kooij \| Jumbo-Visma \| + 0s \| \| |                   |                        |          |
| |                   |                        |          |
| Fonte: ProCyclingStats |                   |                        |          |
| Classificação por etapas |                   |                        |          |
| Ciclista | Ciclista          | Equipe                 | Tempo    |
| 1. | Romain Grégoire   | Groupama-FDJ           | 3h59m05s |
| 2. | Ethan Vernon      | Soudal Quick-Step      | + 0s     |
| 3. | Benoît Cosnefroy  | AG2R Citroën Team      | + 0s     |
| 4. | Peter Sagan       | TotalEnergies          | + 0s     |
| 5. | Victor Lafay      | Cofidis                | + 0s     |
| 6. | Benjamin Thomas   | Cofidis                | + 0s     |
| 7. | Anthon Charmig    | Uno-X Pro Cycling Team | + 0s     |
| 8. | Paul Penhoët      | Groupama-FDJ           | + 0s     |
| 9. | Greg Van Avermaet | AG2R Citroën Team      | + 0s     |
| 10. | Olav Kooij        | Jumbo-Visma            | + 0s     |

| \| Classificação geral \| Classificação geral \| Classificação geral \| Classificação geral \| Classificação geral \| \| Ciclista \| Ciclista \| Equipe \| Tempo \| \| \| ------------------- \| ------------------- \| --------------------------------------- \| ------------------- \| ------------------- \| \| 1. \| Samuel Leroux \| Van Rysel-Roubaix Lille Métropole \| 8h30m32s \| \| \| 2. \| Olav Kooij \| Jumbo-Visma \| + 1s \| \| \| 3. \| Romain Grégoire \| Groupama-FDJ \| + 1s \| \| \| 4. \| Ethan Vernon \| Soudal Quick-Step \| + 5s \| \| \| 5. \| Pier-André Coté \| Human Powered Health \| + 5s \| \| \| 6. \| Paul Penhoët \| Groupama-FDJ \| + 7s \| \| \| 7. \| Benoît Cosnefroy \| AG2R Citroën Team \| + 7s \| \| \| 8. \| Logan Currie \| Bolton Equities Black Spoke Pro Cycling \| + 7s \| \| \| 9. \| Mathis Le Berre \| Arkéa-Samsic \| + 8s \| \| \| 10. \| Peter Sagan \| TotalEnergies \| + 9s \| \| |                  |                                         |          |
| |                  |                                         |          |
| Fonte: ProCyclingStats |                  |                                         |          |
| Classificação geral |                  |                                         |          |
| Ciclista | Ciclista         | Equipe                                  | Tempo    |
| 1. | Samuel Leroux    | Van Rysel-Roubaix Lille Métropole       | 8h30m32s |
| 2. | Olav Kooij       | Jumbo-Visma                             | + 1s     |
| 3. | Romain Grégoire  | Groupama-FDJ                            | + 1s     |
| 4. | Ethan Vernon     | Soudal Quick-Step                       | + 5s     |
| 5. | Pier-André Coté  | Human Powered Health                    | + 5s     |
| 6. | Paul Penhoët     | Groupama-FDJ                            | + 7s     |
| 7. | Benoît Cosnefroy | AG2R Citroën Team                       | + 7s     |
| 8. | Logan Currie     | Bolton Equities Black Spoke Pro Cycling | + 7s     |
| 9. | Mathis Le Berre  | Arkéa-Samsic                            | + 8s     |
| 10. | Peter Sagan      | TotalEnergies                           | + 9s     |

### 3.ª etapa
| Saint-Quentin - Saint-Quentin | contrarrelógio individual | (15,9 km) |

| \| Classificação por etapas \| Classificação por etapas \| Classificação por etapas \| Classificação por etapas \| Classificação por etapas \| \| Ciclista \| Ciclista \| Equipe \| Tempo \| \| \| ------------------------ \| ------------------------ \| ------------------------ \| ------------------------ \| ------------------------ \| \| 1. \| Benjamin Thomas \| Cofidis \| 19m21s \| \| \| 2. \| Niklas Larsen \| Uno-X Pro Cycling Team \| + 9s \| \| \| 3. \| Kasper Asgreen \| Soudal Quick-Step \| + 14s \| \| \| 4. \| Ethan Vernon \| Soudal Quick-Step \| + 26s \| \| \| 5. \| Cees Bol \| Astana Qazaqstan Team \| + 26s \| \| \| 6. \| Lasse Norman Hansen \| Uno-X Pro Cycling Team \| + 26s \| \| \| 7. \| Samuel Watson \| Groupama-FDJ \| + 29s \| \| \| 8. \| Mick van Dijke \| Jumbo-Visma \| + 30s \| \| \| 9. \| Brent Van Moer \| Lotto Dstny \| + 30s \| \| \| 10. \| Romain Grégoire \| Groupama-FDJ \| + 31s \| \| |                     |                        |        |
| |                     |                        |        |
| Fonte: ProCyclingStats |                     |                        |        |
| Classificação por etapas |                     |                        |        |
| Ciclista | Ciclista            | Equipe                 | Tempo  |
| 1. | Benjamin Thomas     | Cofidis                | 19m21s |
| 2. | Niklas Larsen       | Uno-X Pro Cycling Team | + 9s   |
| 3. | Kasper Asgreen      | Soudal Quick-Step      | + 14s  |
| 4. | Ethan Vernon        | Soudal Quick-Step      | + 26s  |
| 5. | Cees Bol            | Astana Qazaqstan Team  | + 26s  |
| 6. | Lasse Norman Hansen | Uno-X Pro Cycling Team | + 26s  |
| 7. | Samuel Watson       | Groupama-FDJ           | + 29s  |
| 8. | Mick van Dijke      | Jumbo-Visma            | + 30s  |
| 9. | Brent Van Moer      | Lotto Dstny            | + 30s  |
| 10. | Romain Grégoire     | Groupama-FDJ           | + 31s  |

| \| Classificação geral \| Classificação geral \| Classificação geral \| Classificação geral \| Classificação geral \| \| Ciclista \| Ciclista \| Equipe \| Tempo \| \| \| ------------------- \| ------------------- \| ---------------------- \| ------------------- \| ------------------- \| \| 1. \| Benjamin Thomas \| Cofidis \| 8h50m04s \| \| \| 2. \| Kasper Asgreen \| Soudal Quick-Step \| + 14s \| \| \| 3. \| Ethan Vernon \| Soudal Quick-Step \| + 20s \| \| \| 4. \| Romain Grégoire \| Groupama-FDJ \| + 21s \| \| \| 5. \| Cees Bol \| Astana Qazaqstan Team \| + 26s \| \| \| 6. \| Lasse Norman Hansen \| Uno-X Pro Cycling Team \| + 26s \| \| \| 7. \| Samuel Watson \| Groupama-FDJ \| + 29s \| \| \| 8. \| Brent Van Moer \| Lotto Dstny \| + 30s \| \| \| 9. \| Olav Kooij \| Jumbo-Visma \| + 31s \| \| \| 10. \| Peter Sagan \| TotalEnergies \| + 32s \| \| |                     |                        |          |
| |                     |                        |          |
| Fonte: ProCyclingStats |                     |                        |          |
| Classificação geral |                     |                        |          |
| Ciclista | Ciclista            | Equipe                 | Tempo    |
| 1. | Benjamin Thomas     | Cofidis                | 8h50m04s |
| 2. | Kasper Asgreen      | Soudal Quick-Step      | + 14s    |
| 3. | Ethan Vernon        | Soudal Quick-Step      | + 20s    |
| 4. | Romain Grégoire     | Groupama-FDJ           | + 21s    |
| 5. | Cees Bol            | Astana Qazaqstan Team  | + 26s    |
| 6. | Lasse Norman Hansen | Uno-X Pro Cycling Team | + 26s    |
| 7. | Samuel Watson       | Groupama-FDJ           | + 29s    |
| 8. | Brent Van Moer      | Lotto Dstny            | + 30s    |
| 9. | Olav Kooij          | Jumbo-Visma            | + 31s    |
| 10. | Peter Sagan         | TotalEnergies          | + 32s    |

### 4.ª etapa
| Maubeuge - Achicourt | etapa plana | (173,8 km) |

| \| Classificação por etapas \| Classificação por etapas \| Classificação por etapas \| Classificação por etapas \| Classificação por etapas \| \| Ciclista \| Ciclista \| Equipe \| Tempo \| \| \| ------------------------ \| ------------------------ \| ------------------------ \| ------------------------ \| ------------------------ \| \| 1. \| Olav Kooij \| Jumbo-Visma \| 3h44m42s \| \| \| 2. \| Gerben Thijssen \| Intermarché-Circus-Wanty \| + 0s \| \| \| 3. \| Milan Fretin \| Team Flanders-Baloise \| + 0s \| \| \| 4. \| Erlend Blikra \| Uno-X Pro Cycling Team \| + 0s \| \| \| 5. \| Paul Penhoët \| Groupama-FDJ \| + 0s \| \| \| 6. \| Peter Sagan \| TotalEnergies \| + 0s \| \| \| 7. \| Lorrenzo Manzin \| TotalEnergies \| + 0s \| \| \| 8. \| Tim Merlier \| Soudal Quick-Step \| + 0s \| \| \| 9. \| Rüdiger Selig \| Lotto Dstny \| + 0s \| \| \| 10. \| Alexis Renard \| Cofidis \| + 0s \| \| |                 |                          |          |
| |                 |                          |          |
| Fonte: ProCyclingStats |                 |                          |          |
| Classificação por etapas |                 |                          |          |
| Ciclista | Ciclista        | Equipe                   | Tempo    |
| 1. | Olav Kooij      | Jumbo-Visma              | 3h44m42s |
| 2. | Gerben Thijssen | Intermarché-Circus-Wanty | + 0s     |
| 3. | Milan Fretin    | Team Flanders-Baloise    | + 0s     |
| 4. | Erlend Blikra   | Uno-X Pro Cycling Team   | + 0s     |
| 5. | Paul Penhoët    | Groupama-FDJ             | + 0s     |
| 6. | Peter Sagan     | TotalEnergies            | + 0s     |
| 7. | Lorrenzo Manzin | TotalEnergies            | + 0s     |
| 8. | Tim Merlier     | Soudal Quick-Step        | + 0s     |
| 9. | Rüdiger Selig   | Lotto Dstny              | + 0s     |
| 10. | Alexis Renard   | Cofidis                  | + 0s     |

| \| Classificação geral \| Classificação geral \| Classificação geral \| Classificação geral \| Classificação geral \| \| Ciclista \| Ciclista \| Equipe \| Tempo \| \| \| ------------------- \| ------------------- \| --------------------------------------- \| ------------------- \| ------------------- \| \| 1. \| Kasper Asgreen \| Soudal Quick-Step \| 12h35m00s \| \| \| 2. \| Ethan Vernon \| Soudal Quick-Step \| + 6s \| \| \| 3. \| Olav Kooij \| Jumbo-Visma \| + 7s \| \| \| 4. \| Romain Grégoire \| Groupama-FDJ \| + 7s \| \| \| 5. \| Cees Bol \| Astana Qazaqstan Team \| + 12s \| \| \| 6. \| Samuel Watson \| Groupama-FDJ \| + 15s \| \| \| 7. \| Brent Van Moer \| Lotto Dstny \| + 16s \| \| \| 8. \| Peter Sagan \| TotalEnergies \| + 18s \| \| \| 9. \| Logan Currie \| Bolton Equities Black Spoke Pro Cycling \| + 19s \| \| \| 10. \| Cedric Beullens \| Lotto Dstny \| + 26s \| \| |                 |                                         |           |
| |                 |                                         |           |
| Fonte: ProCyclingStats |                 |                                         |           |
| Classificação geral |                 |                                         |           |
| Ciclista | Ciclista        | Equipe                                  | Tempo     |
| 1. | Kasper Asgreen  | Soudal Quick-Step                       | 12h35m00s |
| 2. | Ethan Vernon    | Soudal Quick-Step                       | + 6s      |
| 3. | Olav Kooij      | Jumbo-Visma                             | + 7s      |
| 4. | Romain Grégoire | Groupama-FDJ                            | + 7s      |
| 5. | Cees Bol        | Astana Qazaqstan Team                   | + 12s     |
| 6. | Samuel Watson   | Groupama-FDJ                            | + 15s     |
| 7. | Brent Van Moer  | Lotto Dstny                             | + 16s     |
| 8. | Peter Sagan     | TotalEnergies                           | + 18s     |
| 9. | Logan Currie    | Bolton Equities Black Spoke Pro Cycling | + 19s     |
| 10. | Cedric Beullens | Lotto Dstny                             | + 26s     |

### 5.ª etapa
| Roubaix - Cassel | etapa plana | (187,7 km) |

| \| Classificação por etapas \| Classificação por etapas \| Classificação por etapas \| Classificação por etapas \| Classificação por etapas \| \| Ciclista \| Ciclista \| Equipe \| Tempo \| \| \| ------------------------ \| ------------------------ \| ------------------------ \| ------------------------ \| ------------------------ \| \| 1. \| Per Strand Hagenes \| Jumbo-Visma \| 4h42m29s \| \| \| 2. \| Romain Grégoire \| Groupama-FDJ \| + 0s \| \| \| 3. \| Alexis Renard \| Cofidis \| + 5s \| \| \| 4. \| Brent Van Moer \| Lotto Dstny \| + 5s \| \| \| 5. \| Greg Van Avermaet \| AG2R Citroën Team \| + 5s \| \| \| 6. \| Benjamin Thomas \| Cofidis \| + 8s \| \| \| 7. \| Cees Bol \| Astana Qazaqstan Team \| + 8s \| \| \| 8. \| Olav Kooij \| Jumbo-Visma \| + 11s \| \| \| 9. \| Cedric Beullens \| Lotto Dstny \| + 14s \| \| \| 10. \| Laurent Pichon \| Arkéa-Samsic \| + 14s \| \| |                    |                       |          |
| |                    |                       |          |
| Fonte: ProCyclingStats |                    |                       |          |
| Classificação por etapas |                    |                       |          |
| Ciclista | Ciclista           | Equipe                | Tempo    |
| 1. | Per Strand Hagenes | Jumbo-Visma           | 4h42m29s |
| 2. | Romain Grégoire    | Groupama-FDJ          | + 0s     |
| 3. | Alexis Renard      | Cofidis               | + 5s     |
| 4. | Brent Van Moer     | Lotto Dstny           | + 5s     |
| 5. | Greg Van Avermaet  | AG2R Citroën Team     | + 5s     |
| 6. | Benjamin Thomas    | Cofidis               | + 8s     |
| 7. | Cees Bol           | Astana Qazaqstan Team | + 8s     |
| 8. | Olav Kooij         | Jumbo-Visma           | + 11s    |
| 9. | Cedric Beullens    | Lotto Dstny           | + 14s    |
| 10. | Laurent Pichon     | Arkéa-Samsic          | + 14s    |

| \| Classificação geral \| Classificação geral \| Classificação geral \| Classificação geral \| Classificação geral \| \| Ciclista \| Ciclista \| Equipe \| Tempo \| \| \| ------------------- \| ------------------- \| --------------------- \| ------------------- \| ------------------- \| \| 1. \| Romain Grégoire \| Groupama-FDJ \| 17h17m30s \| \| \| 2. \| Kasper Asgreen \| Soudal Quick-Step \| + 13s \| \| \| 3. \| Olav Kooij \| Jumbo-Visma \| + 17s \| \| \| 4. \| Cees Bol \| Astana Qazaqstan Team \| + 19s \| \| \| 5. \| Brent Van Moer \| Lotto Dstny \| + 20s \| \| \| 6. \| Ethan Vernon \| Soudal Quick-Step \| + 24s \| \| \| 7. \| Alexis Renard \| Cofidis \| + 27s \| \| \| 8. \| Per Strand Hagenes \| Jumbo-Visma \| + 28s \| \| \| 9. \| Peter Sagan \| TotalEnergies \| + 36s \| \| \| 10. \| Samuel Watson \| Groupama-FDJ \| + 39s \| \| |                    |                       |           |
| |                    |                       |           |
| Fonte: ProCyclingStats |                    |                       |           |
| Classificação geral |                    |                       |           |
| Ciclista | Ciclista           | Equipe                | Tempo     |
| 1. | Romain Grégoire    | Groupama-FDJ          | 17h17m30s |
| 2. | Kasper Asgreen     | Soudal Quick-Step     | + 13s     |
| 3. | Olav Kooij         | Jumbo-Visma           | + 17s     |
| 4. | Cees Bol           | Astana Qazaqstan Team | + 19s     |
| 5. | Brent Van Moer     | Lotto Dstny           | + 20s     |
| 6. | Ethan Vernon       | Soudal Quick-Step     | + 24s     |
| 7. | Alexis Renard      | Cofidis               | + 27s     |
| 8. | Per Strand Hagenes | Jumbo-Visma           | + 28s     |
| 9. | Peter Sagan        | TotalEnergies         | + 36s     |
| 10. | Samuel Watson      | Groupama-FDJ          | + 39s     |

### 6.ª etapa
| Avion - Dunquerque | etapa plana | (182,6 km) |

| \| Classificação por etapas \| Classificação por etapas \| Classificação por etapas \| Classificação por etapas \| Classificação por etapas \| \| Ciclista \| Ciclista \| Equipe \| Tempo \| \| \| ------------------------ \| ------------------------ \| ------------------------ \| ------------------------ \| ------------------------ \| \| 1. \| Tim Merlier \| Soudal Quick-Step \| 3h56m38s \| \| \| 2. \| Erlend Blikra \| Uno-X Pro Cycling Team \| + 0s \| \| \| 3. \| Cees Bol \| Astana Qazaqstan Team \| + 0s \| \| \| 4. \| Olav Kooij \| Jumbo-Visma \| + 0s \| \| \| 5. \| Max Walscheid \| Cofidis \| + 0s \| \| \| 6. \| Rüdiger Selig \| Lotto Dstny \| + 0s \| \| \| 7. \| Milan Fretin \| Team Flanders-Baloise \| + 0s \| \| \| 8. \| Paul Penhoët \| Groupama-FDJ \| + 0s \| \| \| 9. \| Hugo Hofstetter \| Arkéa-Samsic \| + 0s \| \| \| 10. \| Matteo Malucelli \| Bingoal WB \| + 0s \| \| |                  |                        |          |
| |                  |                        |          |
| Fonte: ProCyclingStats |                  |                        |          |
| Classificação por etapas |                  |                        |          |
| Ciclista | Ciclista         | Equipe                 | Tempo    |
| 1. | Tim Merlier      | Soudal Quick-Step      | 3h56m38s |
| 2. | Erlend Blikra    | Uno-X Pro Cycling Team | + 0s     |
| 3. | Cees Bol         | Astana Qazaqstan Team  | + 0s     |
| 4. | Olav Kooij       | Jumbo-Visma            | + 0s     |
| 5. | Max Walscheid    | Cofidis                | + 0s     |
| 6. | Rüdiger Selig    | Lotto Dstny            | + 0s     |
| 7. | Milan Fretin     | Team Flanders-Baloise  | + 0s     |
| 8. | Paul Penhoët     | Groupama-FDJ           | + 0s     |
| 9. | Hugo Hofstetter  | Arkéa-Samsic           | + 0s     |
| 10. | Matteo Malucelli | Bingoal WB             | + 0s     |

## Classificações finais
- As classificações finalizaram da seguinte forma:[5]

### Classificação geral
| \| Classificação geral \| Classificação geral \| Classificação geral \| Classificação geral \| Classificação geral \| \| Ciclista \| Ciclista \| Equipe \| Tempo \| \| \| ------------------- \| ------------------- \| --------------------- \| ------------------- \| ------------------- \| \| 1. \| Romain Grégoire \| Groupama-FDJ \| 21h14m08s \| \| \| 2. \| Kasper Asgreen \| Soudal Quick-Step \| + 13s \| \| \| 3. \| Cees Bol \| Astana Qazaqstan Team \| + 15s \| \| \| 4. \| Olav Kooij \| Jumbo-Visma \| + 17s \| \| \| 5. \| Brent Van Moer \| Lotto Dstny \| + 20s \| \| \| 6. \| Ethan Vernon \| Soudal Quick-Step \| + 24s \| \| \| 7. \| Alexis Renard \| Cofidis \| + 27s \| \| \| 8. \| Peter Sagan \| TotalEnergies \| + 36s \| \| \| 9. \| Per Strand Hagenes \| Jumbo-Visma \| + 36s \| \| \| 10. \| Samuel Watson \| Groupama-FDJ \| + 39s \| \| |                    |                       |           |
| |                    |                       |           |
| Fonte: ProCyclingStats |                    |                       |           |
| Classificação geral |                    |                       |           |
| Ciclista | Ciclista           | Equipe                | Tempo     |
| 1. | Romain Grégoire    | Groupama-FDJ          | 21h14m08s |
| 2. | Kasper Asgreen     | Soudal Quick-Step     | + 13s     |
| 3. | Cees Bol           | Astana Qazaqstan Team | + 15s     |
| 4. | Olav Kooij         | Jumbo-Visma           | + 17s     |
| 5. | Brent Van Moer     | Lotto Dstny           | + 20s     |
| 6. | Ethan Vernon       | Soudal Quick-Step     | + 24s     |
| 7. | Alexis Renard      | Cofidis               | + 27s     |
| 8. | Peter Sagan        | TotalEnergies         | + 36s     |
| 9. | Per Strand Hagenes | Jumbo-Visma           | + 36s     |
| 10. | Samuel Watson      | Groupama-FDJ          | + 39s     |

### Classificação da montanha
| Classificação da montanha | Classificação da montanha | Classificação da montanha               | Classificação da montanha | Classificação da montanha |
| Ciclista                  | Ciclista                  | Equipe                                  | Pontos                    |                           |
| ------------------------- | ------------------------- | --------------------------------------- | ------------------------- | ------------------------- |
| 1.                        | Alex Colman               | Team Flanders-Baloise                   | 39 pts                    |                           |
| 2.                        | Kenny Molly               | Van Rysel-Roubaix Lille Métropole       | 23 pts                    |                           |
| 3.                        | Tuur Dens                 | Team Flanders-Baloise                   | 15 pts                    |                           |
| 4.                        | Ceriel Desal              | Bingoal WB                              | 13 pts                    |                           |
| 5.                        | Mathis Le Berre           | Arkéa-Samsic                            | 7 pts                     |                           |
| 6.                        | Pier-André Coté           | Human Powered Health                    | 4 pts                     |                           |
| 7.                        | Rait Ärm                  | Van Rysel-Roubaix Lille Métropole       | 4 pts                     |                           |
| 8.                        | Geoffrey Soupe            | TotalEnergies                           | 3 pts                     |                           |
| 9.                        | Kasper Asgreen            | Soudal Quick-Step                       | 2 pts                     |                           |
| 10.                       | Logan Currie              | Bolton Equities Black Spoke Pro Cycling | 2 pts                     |                           |

### Classificação por pontos
| Classificação por pontos | Classificação por pontos | Classificação por pontos          | Classificação por pontos | Classificação por pontos |
| Ciclista                 | Ciclista                 | Equipe                            | Pontos                   |                          |
| ------------------------ | ------------------------ | --------------------------------- | ------------------------ | ------------------------ |
| 1.                       | Olav Kooij               | Jumbo-Visma                       | 41 pts                   |                          |
| 2.                       | Romain Grégoire          | Groupama-FDJ                      | 28 pts                   |                          |
| 3.                       | Benjamin Thomas          | Cofidis                           | 25 pts                   |                          |
| 4.                       | Tim Merlier              | Soudal Quick-Step                 | 25 pts                   |                          |
| 5.                       | Erlend Blikra            | Uno-X Pro Cycling Team            | 22 pts                   |                          |
| 6.                       | Paul Penhoët             | Groupama-FDJ                      | 21 pts                   |                          |
| 7.                       | Cees Bol                 | Astana Qazaqstan Team             | 19 pts                   |                          |
| 8.                       | Ethan Vernon             | Soudal Quick-Step                 | 19 pts                   |                          |
| 9.                       | Max Walscheid            | Cofidis                           | 18 pts                   |                          |
| 10.                      | Samuel Leroux            | Van Rysel-Roubaix Lille Métropole | 17 pts                   |                          |

### Classificação dos jovens
| Classificação dos jovens | Classificação dos jovens | Classificação dos jovens                | Classificação dos jovens | Classificação dos jovens |
| Ciclista                 | Ciclista                 | Equipe                                  | Tempo                    |                          |
| ------------------------ | ------------------------ | --------------------------------------- | ------------------------ | ------------------------ |
| 1.                       | Romain Grégoire          | Groupama-FDJ                            | + 21h14m08s              |                          |
| 2.                       | Olav Kooij               | Jumbo-Visma                             | + 17s                    |                          |
| 3.                       | Ethan Vernon             | Soudal Quick-Step                       | + 24s                    |                          |
| 4.                       | Alexis Renard            | Cofidis                                 | + 27s                    |                          |
| 5.                       | Per Strand Hagenes       | Jumbo-Visma                             | + 36s                    |                          |
| 6.                       | Samuel Watson            | Groupama-FDJ                            | + 39s                    |                          |
| 7.                       | Logan Currie             | Bolton Equities Black Spoke Pro Cycling | + 41s                    |                          |
| 8.                       | Paul Penhoët             | Groupama-FDJ                            | + 1m52s                  |                          |
| 9.                       | Luca Van Boven           | Bingoal WB                              | + 2m07s                  |                          |
| 10.                      | Antoine Raugel           | AG2R Citroën Team                       | + 2m38s                  |                          |

### Classificação por equipas
| Classificação por equipes | Classificação por equipes | Classificação por equipes | Classificação por equipes |
| Equipe                    | Equipe                    | Tempo                     |                           |
| ------------------------- | ------------------------- | ------------------------- | ------------------------- |
| 1.                        | Jumbo-Visma               | 63h44m41s                 |                           |
| 2.                        | Lotto Dstny               | + 0s                      |                           |
| 3.                        | Soudal Quick-Step         | + 1s                      |                           |
| 4.                        | Groupama-FDJ              | + 25s                     |                           |
| 5.                        | AG2R Citroën Team         | + 1m14s                   |                           |
| 6.                        | Arkéa-Samsic              | + 3m39s                   |                           |
| 7.                        | TotalEnergies             | + 3m50s                   |                           |
| 8.                        | Intermarché-Circus-Wanty  | + 8m12s                   |                           |
| 9.                        | Cofidis                   | + 9m52s                   |                           |
| 10.                       | Uno-X Pro Cycling Team    | + 10m00s                  |                           |

## Evolução das classificações
| Etapa |                           | Vencedor _         | Classificação geral | Prêmio por pontos | Prêmio de montanha | Juventude       | Equipes           |
| ----- | ------------------------- | ------------------ | ------------------- | ----------------- | ------------------ | --------------- | ----------------- |
| 1     | etapa plana               | Olav Kooij         | Olav Kooij          | Olav Kooij        | Alex Colman        | Olav Kooij      | Groupama-FDJ      |
| 2     | etapa plana               | Romain Grégoire    | Samuel Leroux       | Olav Kooij        | Tuur Dens          | Olav Kooij      | Groupama-FDJ      |
| 3     | contrarrelógio individual | Benjamin Thomas    | Benjamin Thomas     | Benjamin Thomas   | Tuur Dens          | Ethan Vernon    | Soudal Quick-Step |
| 4     | etapa plana               | Olav Kooij         | Kasper Asgreen      | Olav Kooij        | Alex Colman        | Ethan Vernon    | Soudal Quick-Step |
| 5     | etapa plana               | Per Strand Hagenes | Romain Grégoire     | Olav Kooij        | Alex Colman        | Romain Grégoire | Jumbo-Visma       |
| 6     | etapa plana               | Tim Merlier        | Romain Grégoire     | Olav Kooij        | Alex Colman        | Romain Grégoire | Jumbo-Visma       |
| Final | Final                     |                    | Romain Grégoire     | Olav Kooij        | Alex Colman        | Romain Grégoire | Jumbo-Visma       |

## UCI World Ranking
Os Quatro Dias de Dunquerque outorgou pontos para o UCI World Ranking para corredores das equipas nas categorias UCI WorldTeam, UCI ProTeam e Continental. As seguintes tabelas são o barómetro de pontuação e os dez corredores que obtiveram mais pontos:
| Posição             | 1.º | 2.º | 3.º | 4.º | 5.º | 6.º | 7.º | 8.º | 9.º | 10.º | 11.º | 12.º | 13.º | 14.º | 15.º | 16.º-30.º | 31.º-40.º |
| Classificação geral | 200 | 150 | 125 | 100 | 85  | 70  | 60  | 50  | 40  | 35   | 30   | 25   | 20   | 15   | 10   | 5         | 3         |
| Por etapa           | 20  | 15  | 10  | 5   | 3   |     |     |     |     |      |      |      |      |      |      |           |           |
| Líder               | 5   |     |     |     |     |     |     |     |     |      |      |      |      |      |      |           |           |

| Classificação |                    |                   |       |       |       |       |
| Posição       | Ciclista           | Equipa            | Geral | Etapa | Líder | Total |
| ------------- | ------------------ | ----------------- | ----- | ----- | ----- | ----- |
| 1.º           | Romain Grégoire    | Groupama-FDJ      | 200   | 35    | 5     | 240   |
| 2.º           | Kasper Asgreen     | Soudal Quick-Step | 150   | 10    | 5     | 165   |
| 3.º           | Olav Kooij         | Jumbo-Visma       | 100   | 45    | 5     | 150   |
| 4.º           | Cees Bol           | Astana Qazaqstan  | 125   | 13    | -     | 138   |
| 5.º           | Brent Van Moer     | Lotto Dstny       | 85    | 5     | -     | 90    |
| 6.º           | Ethan Vernon       | Soudal Quick-Step | 70    | 20    | -     | 90    |
| 7.º           | Alexis Renard      | Cofidis           | 60    | 10    | -     | 70    |
| 8.º           | Per Strand Hagenes | Jumbo-Visma       | 40    | 20    | -     | 60    |
| 9.º           | Peter Sagan        | TotalEnergies     | 50    | 5     | -     | 55    |
| 10.º          | Samuel Watson      | Groupama-FDJ      | 35    | -     | -     | 35    |